# 烏古孫沢
烏古孫 沢（うぐすん たく、1250年 - 1315年）は、モンゴル帝国（大元ウルス）に仕えた女真人の一人。字は潤甫。臨潢府臨潢県の出身。

## 概要
烏古孫沢の先祖は女真の烏古孫部の出であり、祖父の烏古孫璧は金朝に仕えて明威将軍・資用庫使の地位に至り、金末に開封府への遷都（貞祐の南遷）に従った人物であった。金朝の滅亡後、烏古孫璧の一族は大名路に移ったが、烏古孫璧の息子の烏古孫仲は流転の日々から酒に逃れ、一方で烏古孫沢を厳しく育てたという。
烏古孫沢は長じると南宋へ侵攻したモンゴル軍に属し、この時軍の兵站を担っていたところを司令官のアジュに見出され、淮東大都督府掾に抜擢された。
さらに、1277年（至元14年）より福建・広東方面への侵攻を担当するようになったソゲドゥも烏古孫沢の才を評価し、元帥府提控案牘に任じた。このころ、南宋の広王（祥興帝）を奉じる張世傑・文天祥らが南宋の復興を図って沿海部で活動しており、モンゴルの勢力圏下にある建寧府が攻撃に晒されていた。この時、ソゲドゥは浙東に駐屯していたが、配下の者たちに何から対処すべきか諮ったところ、烏古孫沢は問題の根源を絶つには、南宋残党が根拠地とする南方（福建方面）に攻め込むべきであると進言したという。
ソゲドゥは烏古孫沢の進言を受け入れて福建方面への侵攻を開始し、南宋残党の張清を戦死せしめた事で同年10月には福州を占領して興化軍も攻略し、一度モンゴルに降りながら再びそむいた民を殺戮しようとしたソゲドゥを諌めてやめさせている。南宋残党の首魁である張世傑は興化軍が陥落したことを知ると、泉州の攻略を諦めて撤退したため、遂にソゲドゥ軍は泉州を占領した。その後、漳州を経て海豊でタチュ軍と合流し、12月には広州に入った。
1278年（至元15年）正月には、馬発が守る潮州を攻略した。同時期、江西での文天祥の敗退、崖山の戦いでの張世傑の死によって南宋残党の抵抗はほぼ平定され、ソゲドゥ軍も福建に帰還した。同年5月には福建行省が設立され、鳥古孫沢も行省都事の地位を授けられた。さらにソゲドゥとともに京師を訪れた際には、知興化路の地位を授けられ、戦乱によって荒廃した興化路一帯の復興に務めた。
興化路では陳瓚という人物が主導して張世傑に協力していたが、烏古孫沢は処刑するのは陳瓚に留めて民が連座して罰を受けることがないよう計らった。また、烏古孫沢は学校を整備して郷里の長老や諸生に講義を行わせたため、興化路では学問が盛んになったという。
1284年（至元21年）には永州路判官となったが、このころサンガに代表される色目人による江南地方での収奪が激しくなっていた。湖広行省では平章の要束木による苛斂誅求がひどかったが、永州路では烏古孫沢が要束木の意向に逆らい厳しい徴収を行わなかったため、この方面の民の生活は安定したという。同年中には永州路の付近の宝慶路・武岡州で盗賊が起こったため、湖広行省は烏古孫沢を派遣し、烏古孫沢は首謀者31人を誅殺してこれを平定した。
1289年（至元26年）には丞相のサンガの財政政策に反対したことで要束木によって投獄されたが、1290年（至元27年）にサンガ・ユースフが失脚したことによってようやく釈放されたという。
1292年（至元29年）、湖広行省平章のコルギスの推薦を得て海南島の黎族征服を命じられ、海南島の平定後は功績により広南西道宣慰副使に任じられた。同年7月、官署の再編によって広西宣慰司および都元帥府が設置され、烏古孫沢は広西両江道宣慰副使・僉都元帥府事に任じられた。このころの両江地方は「百夷（壮族など）」が多数居住し、礼法も知らなかったため、烏古孫沢は自ら32章の司規を制定し、この司規は明初に至るまで用いられたという。また、雷州半島の開発にも携わり、大堤を築くことによって良田数千頃を新たに開拓したと伝えられる。
武宗カイシャンの治世の1308年（至大元年）、福建廉訪使に改められたが、烏古孫沢の名声は既に福建地方にまで及んでいたため、民は烏古孫沢の赴任に安堵したという。しかしその後、母親が80歳を越えたことを理由に官を辞して長砂に戻り、1315年（延祐2年）に母が亡くなると烏古孫沢も後を追うように死去した。烏古孫沢の妻も夫の死を受け、食事を受け付けなくなって13日後に死去したと伝えられる。